# 16191 Rubyroe
16191 Rubyroe (2000 AO205) là một tiểu hành tinh vành đai chính được phát hiện ngày 10 tháng 1 năm 2000 bởi J. M. Roe ở Oaxaca.